# María Esther Fuertes Lasala
María Esther Fuertes Lasala, es una profesora e investigadora española de ciencias botánicas (biología y fisiología vegetal) y catedrática de la Universidad Complutense de Madrid, de 1990 a 2011. Una de las pionera de briología en España.  Fue la primera mujer en obtener esta cátedra creada en 1755 por el insigne botánico Casimiro Gómez Ortega. Actualmente es catedrática emérita.

## Biografía
Nació en Fustiñana (Navarra) el 15 de abril de 1941.    
Aprendió sus primeras letras en el colegio que las Concepcionistas tenían en su localidad natal.    
En 1961 obtuvo el título de Maestra Nacional en la Escuela Universitaria "María Díaz Jiménez" de Madrid. 
En 1967 obtuvo la licenciatura de Farmacia en la Universidad Complutense de Madrid.   
En 1973 se doctoró en Farmacia en la Universidad de Navarra con una tesis doctoral sobre flavonoides en Pyrus. Realizó la investigación con una beca del Fondo para la Formación del Personal Investigador, bajo la dirección del Dr. Félix Álvarez de la Vega, catedrático de Farmacognosia y Farmacodinamia de dicha universidad. 
En 1990 obtuvo la cátedra en la Universidad Complutense de Madrid de Biología Vegetal. 
En 2011 se jubiló, pasando a ser catedrática emérita.

## Docencia
Recién licenciada, inició su labor docente al ser contratada por la Universidad de Navarra como Profesora Ayudante de Botánica en el Departamento Interfacultativo de Botánica de las Facultades de Ciencias Biológicas y Farmacia. 
En 1969 fue Profesora Encargada de Botánica I (Criptogamia) en el mismo Departamento, hasta que en 1973 habiendo defendido su tesis doctoral,  fue nombrada Profesora Adjunta de Botánica I (Criptogamia) y II (Fanerogamia).  
En la Universidad de Navarra permaneció hasta 1975. En ese mismo año, se trasladó como Profesora Adjunta Interina, a la Facultad de Farmacia de la Universidad Complutense de Madrid.  
En 1977 obtuvo por oposición una plaza de Profesora Adjunta de Botánica, que ocupó en la Facultad de Biología de la Universidad Complutense y, también por oposición, ganó la cátedra de Botánica Criptogamica de esta misma Facultad en 1989, donde ha permanecido hasta su jubilación.  
Entre sus actividades docentes hay que señalar que fue directora del Departamento de Biología Vegetal I de 1990 a 1994, y directora de la revista  Botanica Complutensis] en ese mismo periodo y desde 2003 hasta 2011.